# Campeonato Cearense de Basquete
O Campeonato Cearense de Basquete é uma competição realizada entre diversos times de basquete do estado do Ceará realizada pela primeira vez no masculino em 1929. A Associação Desportiva Cearense, no ano de 1928 tem registro do jogos entre as equipes do Maguary e do 23 BC, com vitória dos cintanegrinos por 9x2, com o crescimento da modalidade no estado do Ceará é realizado no ano seguinte conforme o Jornal Razão o primeiro campeonato Cearense da modalidade com as equipes do Ceará Sporting Club, Fortaleza Sporting Club, Guarany Foot-Ball Club e Sport Club Maguari disputando o torneio ínicio e o estadual. Já no feminino a equipe do Maguari é a primeira campeã em 1961.

## Década de 1930 e 1940

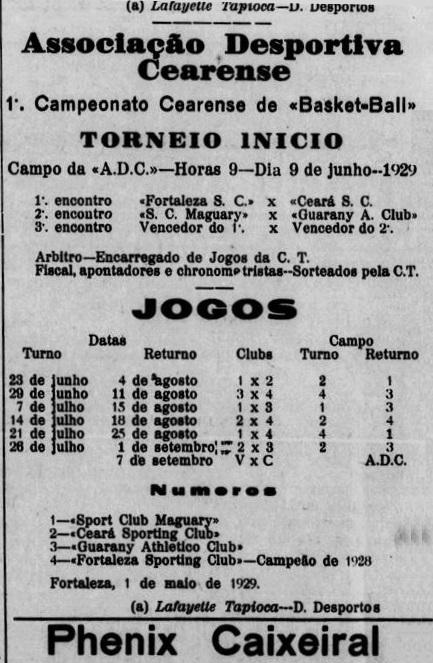
O Campeonato de 1929

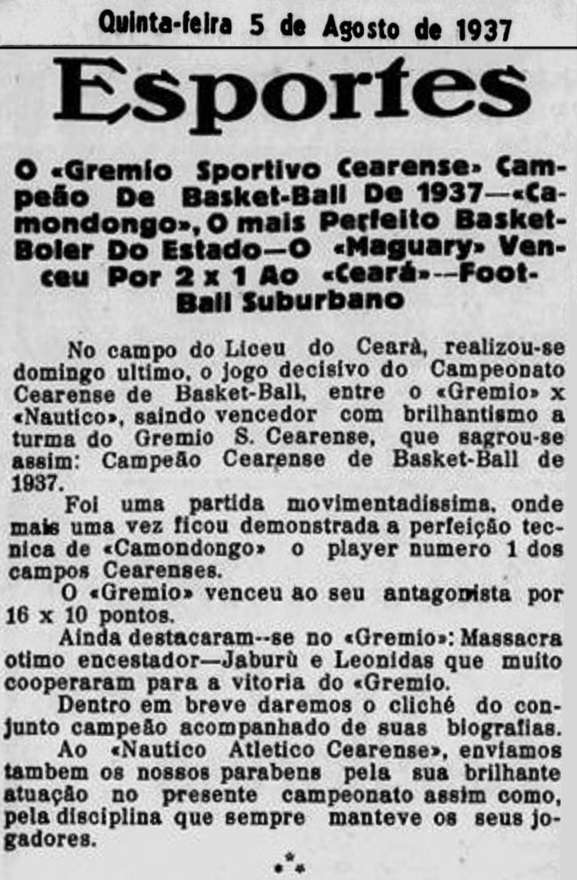
A Razão - 5 de Agosto de 1937 com o Grêmio campeão de 1937

Na década seguinte tem registro do Campeonato de 1936  vencido pelo Ginásio São João
  e no ano seguinte pelo Grêmio Sportivo Cearense. ao vencer por 16x10 o Náutico Atlético Cearense campeão do Torneio Ínicio de 1937.
Em 11 de junho de 1938 se desmembra da Associação Desportiva Cearense e surge a Associação Cearense de Basketball e posteriormente e Federação Cearense de Basketball (FCB)  filiada a Confederação Brasileira de Basketball, sob a presidência de Francisco das Chagas Nogueira Caminha. com os seguintes membros Fundadores da Federação Cearense de Basketball: Agapito dos Santos Football Club, Bombeiros Esporte Clube, Cavalaria Esporte Clube, Colégio Cearense Esporte Clube, Instituto São Luiz Esporte Clube, Liceu do Ceará Esporte Clube, Náutico Atlético Cearense e Policia Militar Esporte Clube]] sendo o Náutico após dois vice-campeonatos da Associação Desportiva Cearense sendo o primeiro campeão Associação Cearense de Basketball. e sendo base da seleção cearense. para a disputa dos Campeonato Nacional de 1939. Na década seguinte mesmo com duas taças o Náutico fica como maior vencedor da década.

## Década de 1950
Em 17 de setembro de 1952 o Maguary ganha 29-27 no Náutico e Liceu 40-31 Fênix, em 28 de novembro o Liceu liderava no dia seguinte o Jabaquara vence o liceu por 34-33, com a vitória  no dia 17 de dezembro da Fênix Caixeral por 35 á 33 sobre o Liceu embola o campeonato com três lideres sendo : Liceu, Jabaquara e Náutico seguido por Maguari, Fênix, Gato, Bombeiros e Suerdieck. Em 23 de Dezembro de 1952 o Clássico entre Náutico e Liceu o grande campeão foi Náutico.
Em 3 de junho de 1953 a lista das equipes do Campeonato: Jabaquara, Liceu, Líbano, Gato, Fênix e Náutico.
Em 21 de janeiro de 1955 o Náutico Atlético Cearense sagra-se tricampeão cearense de basquetebol, ao vencer a equipe do Clube Líbano Brasileiro por 41 x 36. Quadros e cestinhas: Náutico: Chiquinho (4), Bruno (2), Carlos (10), Carlito (2), Newton (6), Luizão (10), Faria (1) e Bebeto (6); Líbano: Joca (1), Geraldo (11), Luciano (8), Pinga (10), Ferreira (1), Edilberto (5) e Fuzil.  Na quadra dos "Comericarios" da Fenix Caixeral  em 1955 confrontos entre Maguari versus o Icaro e Lbano e Jabaquara, 7 de outubro finaliza o primeiro turno com a seguinte colocação: Fênix Náutico, Líbanos, General Sampaio, Liceu, Jurema, Maguari, Jabaquara e Ícaro Clube que teve o Líbano como vencedor. Liceu e Naútico fazem pedido de licença da FCB
Em 1956 a classificação durante o campeonato, liderava o Líbanos, Náutico, Maguari sem derrota seguido por Jurema, Circulo Militar e Fênix na lanterna
 chegando à final Líbanos e Náutico vitória da equipe libanesa por 68-64 o Líbano vence o Náutico do treinador Luis Manzolilo .
Em 1959 o Maguary conquista o primeiro turno ao vencer o Náutico por 65-56 disputam o Campeonato: Nnáutico, Bombeiros, Circulo Militar, Jabaquara e Maguary. Em 14 de novembro o Náutico vennce por 69 x 59 o Maguary e no jogo 1 e vitória no segundo jogo por: 78x64. A década de 1950 fica marcada pelo seis títulos do Náutico.

## Década de 1960
Em 1961 noticia na cidade que o Ferroviário pretendia introduzir na cidade o ‘basket-ball’ feminino no masculino final entre as equipes do Maguari versus Náutico vitória dos cintanegrinos por 55 x 45, a equipe feminina também conquista o primeiro estadual da modalidade ao vencer na final por 28 x 14 a equipe do Náutico
No dia 1 de outubro final do primeiro turno  com a vitória do Maguary por 66 x 60 frente ao Náutico
 na abertura do returno de 61 o Náutico 79 x 21 Bombeiros pelo returno de 1961. A década de 1990 torna-se americana pelo três títulos do América seguidos sendo o maior vencedor no periodo.

## Década de 1970 e 1980 - Hegemonia do Círculo Militar
A década de 1970 é marcada pelo dez títulos seguidos do Circulo Militar dos catorze estaduais conquistados e na década seguinte também é o maior vencedor com mais três taças de dez disputados.

## Década de 1990
A década de 1990 é marcada pela Naútico como o maior vencedor da década com três títulos e o campeonato de de 1994 que teve o Clássico-Rei do Futebol sendo disputado de novo pela bola laranja, chegando as duas equipes as finas no Paulo Sarasate com a final realizada em 1995, título do Fortaleza que teve norte americano, Bryan o único estrangeiro da competição e a segunda taça do tricolor na competição.

## Década de 2000

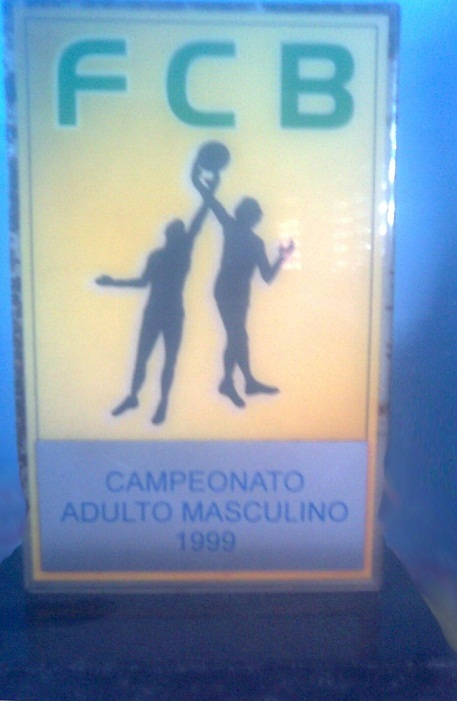
Troféu de Campeão Cearense de Basquetebol

A década de 2000 é marcada pela Tricampeonato do Fortaleza em 1999, 2000 e 2001 que tem como  comandante Campainha, ex-atleta do clube campeão de 1982, vice de 1987. Em 2000 disputaram além do Fortaleza e  Morada Nova finalistas, A.A.B.B, Náutico, A.B.C,  na melhor de 5 jogos, 3 a 2 para o Fortaleza sendo o jogo final no dia 31 de maio de 2000 placar de 76-58. No ano seguinte final entre  Fortaleza x Náutico na melhor de cinco, o tricampeonato veio no jogo 4 em 26 de agosto por 123 x 84 frente ao Náutico.
A Federação e os Clubes não entraram em acordo sobre a entidade e a FCB não promoveu o estadual entre 2003 e 2004, sendo promovido pela Liga Cearense de Basquetebol (LCB) em ambos 2003 e 2004 e de 2005 a 2008 foi promovido pelas duas entidades, sendo que as principais equipes do estado disputavam o Campeonato pela LCB, voltando a partir de 2009 sendo unificado pela Federação Cearense de Basketball.

## Década de 2010
Em 2010 o Tabuleiro do Norte conquistou o título de campeã cearense de Basquete Masculino, após vencer o time do Perphorma/LUB, por um placar de 74 a 69, no Ginásio Paulo Sarasate.Em 2012 vem o bicampeonato do KLG Basketball após vencer por 61 a 57 a equipe do Tabuleiro do Norte, no amo seguinte o tricampeonato do KLG Basketball  após vencer por 63 a 57 Associação Sobralense de Basketball.
Em 2014 o KLG Basketball fatura o tetracampeomnato vencendo por 63 a 60 frente à Quixereense, no ano seguinte o Pentacampeonato vindo após empate no tempo normal 69 a 69 e vitória de 82 x 77 contra o Moradanovense
Em 2016 o Náutico/Alpendre vence por 91-71 a equipe do Olimpus. Em 2017  Tabuleiro do Norte vence por 72-47 a equipe do Crossover, no ano seguinte o troco do Crossover de Fortaleza que derrotou na grande final a equipe de Tabuleiro do Norte na 3ª partida  pelo placar de 64-59. Em 2019 Fortaleza Esporte Clube vence por 68-63 equipe do Moradanovense  .

## Campeonato Cearense Adulto Masculino

### Títulos por equipe (Adulto - Masculino)
| Títulos | Clube                    | Campeão Cearense Adulto Masculino                                                                        |
| ------- | ------------------------ | --- |
| 17      | Náutico                  | 1938,1940, 1941, 1950, 1952, 1953, 1954, 1957, 1959, 1960, 1966, 1980, 1988, 1990, 1993, 1995/96 e 2016. |
| 14      | Circulo Militar          | 1970, 1971, 1972, 1973, 1974, 1975, 1976, 1977, 1978 ,1979, 1984, 1985, 1989 e 1991                      |
| 6       | Fortaleza                | 1982, 1994/95, 1999/2000, 2001, 2002 e 2019                                                              |
| 5       | KLG Basketball           | 2010/11, 2012, 2013 2014 e 2015                                                                          |
| 4       | Maguari                  | 1949, 1951, 1961 e 1968                                                                                  |
| 4       | Líbano                   | 1955, 1956, 1981 e 1987                                                                                  |
| 3       | América                  | 1963, 1964 e 1965                                                                                        |
| 2       | Praia Clube              | 1939 e 1944                                                                                              |
| 2       | BNB Clube                | 1983 e 1992                                                                                              |
| 2       | Morada Nova              | 1997 e 1998                                                                                              |
| 2       | Tabuleiro do Norte       | 2009/10 e 2017                                                                                           |
| 1       | Ginásio São João         | 1936 |
| 1       | Grêmio Sportivo Cearense | 1937 |
| 1       | AABB                     | 1996/97                                                                                                  |
| 1       | IBCCeará                 | 2005 |
| 1       | Clube do Advogado        | 2006* |
| 1       | FAMETRO                  | 2007 |
| 1       | All Star                 | 2008 |
| 1       | Crossover                | 2018 |

- Em 2007 houve dois torneios, o primeiro correspondendo ao do ano anterior que não houve e do segundo semestre correspondente ao ano de 2007.